# Oryza officinalis
Espèce
Statut de conservation UICN

LC : Préoccupation mineure
Oryza officinalis est une espèce de plantes monocotylédones de la famille des Poaceae, sous-famille des Oryzoideae, originaire de l'Asie tropicales. 
Ce sont des plantes herbacées vivaces cespiteuses, aux tiges (chaumes) dressées ou géniculées ascendantes ou décombantes, pouvant atteindre 150 cm de long.
Cette espèce au génome diploïde du type CC est rattachée au complexe d'espèces Oryza officinalis.
Comme d'autres espèces sauvages de riz, Oryza officinalis est une mauvaise herbe des rizières, mais aussi des cours d'eau.

## Synonymes
Selon Catalogue of Life (26 avril 2017) :
- Oryza latifolia var. silvatica A.Camus
- Oryza malampuzhaensis Krishnasw. & Chandras.
- Oryza minuta var. silvatica (A.Camus) Veldkamp
- Oryza officinalis subsp. malampuzhaenensis (Krishnasw. & Chandras.) Tateoka

## Liste des sous-espèces
Selon Tropicos (26 avril 2017) (Attention liste brute contenant possiblement des synonymes) :
- sous-espèce Oryza officinalis subsp. malampuzhaensis (Krishnasw. & Chandras.) Tateoka
- sous-espèce Oryza officinalis subsp. officinalis